# Necpaly

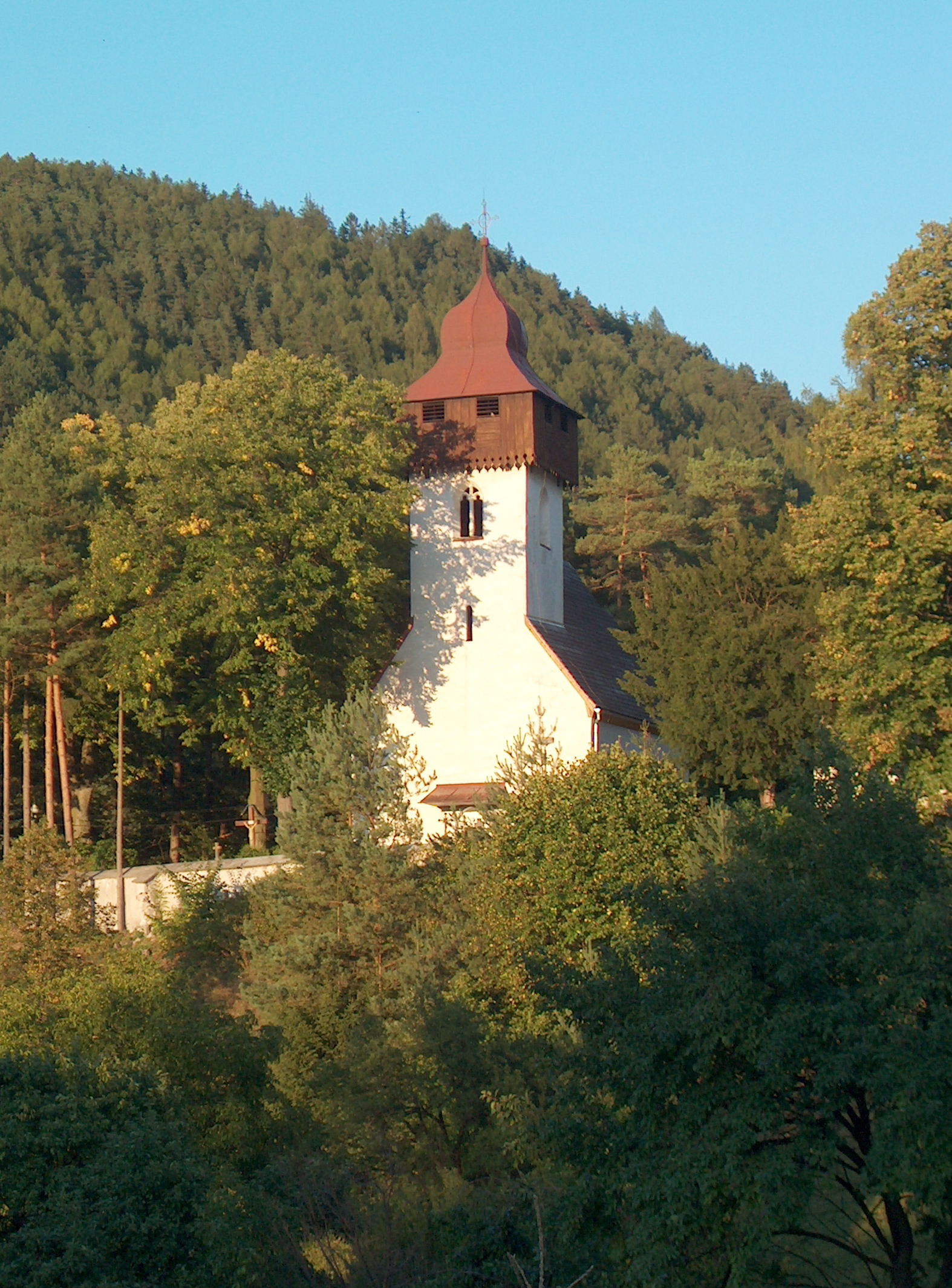
Necpaly

Necpaly (Hongaars: Necpál) is een Slowaakse gemeente in de regio Žilina, en maakt deel uit van het district Martin.
Necpaly telt 848 inwoners.